# ドラッグウイング
ドラッグウイングは、主にドラッグレースのために改造された自動車に取り付けられるエアロパーツ。
ドラッグレースに出場する自動車の場合、リアタイヤにトラクションをかけなければいけないが、このときにウイングでダウンフォースを得ると同時に後ろ方向への力（ドラッグ）が発生してしまい加速が得られなくなってしまう。逆にウイングを取り付けない場合、車両の後方で空気が乱れ、この場合もドラッグが発生してしまう上、車両の直進安定性が失われ、タイムのダウンにつながってしまう。そこでドラッグレース用に改造された車の場合、ドラッグウイングが取り付けられる。
通常レーシングカーのウイングは多くの場合ウイング本体の板とトランクリッドの間にステーがあり浮いている形状になっているが、ドラッグウイングはダックテールのようにトランクリッド後端にべたっと張り付いている形状をしている。トランクリッドの後端から大きく後ろに迫り出しており、あまり角度はついていない。ウイングの左右両端には整風板が取り付けられている。
リアタイヤのトラクション不足で加速時にホイールスピンしてしまいなかなか加速しない、というときにはGTウイングと同様にウイング後端にガーニーフラップを取り付けダウンフォースの向上を図るときがある。（リアタイヤのグリップ増加とドラッグの増加で効果を天秤にかけなければならない。）
コスト、重量などの面から素材にはアルミが多用され、また、形状は直線で構成されていることが多い。